# Stará Voda
Stará Voda és un poble i municipi d'Eslovàquia. Es troba a la regió de Košice, a l'est del país.

## Història
La primera referència escrita de la vila data del 1828.

## Demografia
| Godina             | 1994 | 2004   | 2014   | 2024    |
| ------------------ | ---- | ------ | ------ | ------- |
| Nombre de persones | 229  | 240    | 219    | 182     |
| Diferència         |      | +4,80% | −8,75% | −16,89% |

| Godina             | 2023 | 2024   |
| ------------------ | ---- | ------ |
| Nombre de persones | 186  | 182    |
| Diferència         |      | −2,15% |